# محرم اینجه
محرم اینچه (اینجه) (متولد ۴ مارس سال ۱۹۶۴ در یالووا) یک سیاست‌مدار اهل ترکیه است. 
او در مه ۲۰۲۱ حزب مملکت را تأسیس کرد و اکنون به عنوان رئیس این حزب فعالیت می‌کند
او در چهار دوره متوالی در سالهای ۲۰۰۲، ۲۰۰۷، ۲۰۱۱ و ۲۰۱۵ از زادگاه خود و از سوی حزب جمهوری خواه خلق وارد پارلمان ترکیه (مجلس ملی کبیر) شد.
در ۴ مه ۲۰۱۸، محرم اینچه رسماً نامزدی خود را از سوی حزب مطبوعش برای انتخابات ریاست جمهوری زودهنگام ترکیه در سال ۲۰۱۸ و مبارزه انتخاباتی با رجب طیب اردوغان اعلام کرد.
نهایتاً او در انتخابات ریاست جمهوری با کسب حدود ۱۶ میلیون رای و ۳۱ درصد آرا در مقابل رجب طیب اردوغان شکست خورد.
در حالی که بعد از انتخابات مشخص شد در ۱۳ هزار صندوق رائ ناظری از حزب خود وجود نداشت، عکس ها و سخنان او از تلویزیون ائتلاف ملت پخش نشد و او پس از انتخابات حزب خود را به خیانت و بی تفاوتی  متهم کرد.
سیستم آرای شمارش حزب جمهوری خلق ترکیه ساعت ۲۱ شب نابود شد و داده های این حزب و محرم اینجه نابود شد.
بعدا مشخص شد که رییس حزب قلیچداراوغلو به بزرگان حزب گفته است که او محبوبیت جوانان را دارد و سخنوری کاربلد هست اگر رئیس جمهور شود کار همه ما تمام از حزب از دست میرود، کار کنید شکست بخورد تا از شر او خلاص شویم.
مردم ترکیه او را به عنوان با برنامه ترین و مظلوم ترین سیاستمدار ترکیه میشناسند او فردی شدیدا سکولار است و عاشق آتاتورک او در مناظرات انتخابات گفت که مهاجر ها را به کشور های خود بازمیگرداند و به کشاورزی و صادرات توجه ویژه خواهد داشت.

روزنامه های ترکیه از او به عنوان سخنوری زبردست و قهار یاد میکنند کانال ملی ترکیه میگوید او هر فردی که زبان ترکی را میداند  را شیفته خود میکند. 

او در انتخابات ۲۰۲۳ با جمع آوری ۱۲۰ هزار امضا نامزد شد که اعتراض و حقارت های فراوانی را از سوی طرفداران سابق و حزب خود دید که دو واکنش به آنها گفت :  حالا میفهمم به چه دلیل اردوغان ۲۲سال در ۱۵ انتخابات مختلف  پیروز شده است ، شما تروریست هستید.او از انتخابات ۲۰۲۳ کنار کشید.

## بیوگرافی
او فارغ التحصیل از دانشگاه بالیکسیر است و بعنوان دبیر فیزیک و همینطور مدیر مدرسه مشغول به فعالیت بوده است. وی همچنین بعنوان مدیر مرکز اندیشه های آتاترک فعالیت می کرده است که حامی اندیشه های آتاتورک بنیانگذار ترکیه مدرن است. وی متاهل و دارای یک فرزند است. 